# Орадя
Орадя (на румънски: Oradea; на унгарски: Nagyvárad; на немски: Großwardein; на латински: Magnovaradinum, традиционно българско и общославянско име Варадин) е град и административен център на окръг Бихор, Трансилвания (Кришана), Румъния. Намира се на 13 км от границата с Унгария.

## Географски данни
Градът е разположен на стратегическа височина срещу унгарската пуста, на средна надморска височина от 144 м. Части от града обаче са разположени по планинските склонове на надморска височина до 300 м. През града минава река Кришул Репеде. От геологическа гледна точка интерес представляват многобройните пещери под града.

### Климат
Умерено-континентален климат, със средногодишна температура 10,4 °C. Температурата през юли не надхвърля 21 °C, а през януари -1,4 °C. Преобладават западни ветрове. Средногодишните валежи са около 585,4 мм.

## История
Историята на Варадинумс (Varadinums) започва с основаването на селището от римляните, като има данни и за по-ранни селища на даките в района. Липсват подробни данни, сочещи селището като важен център докато Унгарският крал Ласло I не прави града през 1080 г. седалище на епископия. Писмени сведения за града има от 1113 г. в бенедектински документ, в който епископът е наречен „Сикст от Варадин“ (Syxtus Varadiensis). В следващите векове Варадин се развива бурно като типичен средновековен европейски град, средище за занаятчийство, търговия и различни култури. Този процес е временно забавен от монголското нашествие през 1241, след което възходът на града продължава, като в него работят мислители като Георг фон Пойербах, а последен покой намират владетелите Ласло I, Ищван II, Андраш II, Беатрикс Люксембургска, Мария Унгарска и Сигизмунд Люксембургски.
През 1598 г. градът е обсаден от османците, но те успяват да го превземат окончателно едва през 1663 г. Установен е еялета Варат, но през 1692 г. Орадя е завладян от Хабсбургите и е поставен под австрийска администрация. Това е последвано от нов период на възход, през който са построени бароковите Епископален дворец и катедралата на Света Мария. По време на Унгарската революция през 1848 – 1849 г. унгарското правителство бяга в Дебрецен, но архивите и печатницата за пари са преместени в Орадя, където работи и оръжейно предприятие.
Градът изживява нов голям икономически разцвет в края на XIX и началото на XX век. През 1890 градът е седалище на унгарско комитство. По това време в него се ремонтират и издигат 17 църкви и 6 манастира, сред които две катедрали, два архиепископски палата, множество големи обществени и частни сгради (театърът и кметството са възстановени през 1890 г., а 1892 г. е открит паметник на свети Ладислав. Жителите (през 1890 г. наброяват 38 557 души) са предимно унгарци. Румънците по това време са 2527 души. Конфесионалната принадлежност на населението е следната: 12 030 католици, 10 880 протестанти, 10 115 евреи.
След Първата световна война с Трианонския мирен договор Унгария отстъпва на нова „Велика Румъния“ почти цяла Трансилвания, а с това и град Орадя. С Виенското споразумение от 1940 г. градът отново е върнат на Унгария, но на 12 октомври 1944 г. е превзет от румънски и съветски войски и оттогава е румънски, а Унгария се задължава от Парижкия мирен договор да се откаже от всякакви претенции спрямо региона.

## Население
Средногодишният естествен прираст на населението е около -1,2 %. 16 % от населението е на под 15-годишна възраст, а 3 % са на над 75 години.

### Религия
Жителите на Орадя принадлежат към следните вероизповедания:
- 59,8 % православни
- 9,4 % католици
- 3,4 % гръко-католици
- 14,3 % протестанти
- 7,1 % други.

### Етнически състав на населението на града
| Година | Жители  | % румънци | % унгарци |
| ------ | ------- | --------- | --------- |
| 1910   | 69 000  | 5,6 %     | 91,10%    |
| 1920   | 72 000  | 5 %       | 92%       |
| 1930   | 90 000  | 25 %      | 67%       |
| 1966   | 122 634 | 46 %      | 52%       |
| 1977   | 170 531 | 53 %      | 45%       |
| 1992   | 222 741 | 64 %      | 34%       |
| 2011   | 196 367 | 73,1%     | 24,9%     |

## Стопанство и инфраструктура
През 1890 г. в града има 6 бирени и дестилационни фабрики, 3 мелници, винарни. Още тогава Орадя има изграден водопровод, голяма обществена баня и многобройни образователни институции (Правна академия, гимназия, две теологически семинарии и др.), 6 болници, музей на изкуствата и исторически музей. Градът е бил седалище на финансова дирекция, съдилище, телеграфо-пощенска дирекция, търговска и занаятчийска камари.
В наши дни градът е важен транспортен и икономически център на Окръг Бихор. Развита е текстилната и обущарската промишленост, лека промишленост и производство на стъкло, машиностроенето.

## Личности
Родени
- Клаудиу Кешерю (р. 1986), румънски футболист

## Побратимени градове
- Линшьопинг, Швеция